# ديفيد ماكدونو
ديفيد ماكدونو هو سياسي أمريكي، ولد في عقد 1930. نشط حزبياً في الحزب الجمهوري. وقد انتخب عضو جمعية ولاية نيويورك ‏.

## وصلات خارجية
- الموقع الرسمي